# Come on!プリキュアオールスターズ
「Come on!プリキュアオールスターズ」（カモン!プリキュアオールスターズ）とは、工藤真由と池田彩による歌。『プリキュアオールスターズDX 3Dシアター』の主題歌として2011年10月5日にマーベラスAQLから発売された。

## 概要
2011年夏に開催された『スイートプリキュア♪』関連のイベントなどで上映された3D映画『プリキュアオールスターズDX 3Dシアター』の主題歌。『スイートプリキュア♪』の主題歌を担当している工藤真由と池田彩のデュエットで歌われている。
映画本編では他の曲と合わせたメドレー形式で用いられているため、カップリング曲としてそのメドレーバージョンも収録している。また、DVD同梱版も発売されており、DVDにはプロモーション用スペシャル映像が収録されている。

## 収録曲
1. Come on!プリキュアオールスターズ
  - 歌：工藤真由&池田彩
  - 作詞：只野菜摘、作曲・編曲：大石憲一郎
2. プリキュアオールスターズDXメドレー for 3D theater
  1. プリキュアモードにSWITCH ON!
    - 作詞：青木久美子、作曲：小杉保夫

  2. プリキュア、奇跡デラックス
    - 作詞：只野菜摘、作曲：岩崎貴文

  3. ありがとうがいっぱい
    - 作詞：青木久美子、作曲：小杉保夫

  4. キラキラ kawaii! プリキュア大集合♪〜いのちの花〜
    - 作詞：青木久美子、作曲：小杉保夫

  5. Come on!プリキュアオールスターズ

  - メドレー編曲：大石憲一郎、歌：工藤真由・池田彩・五條真由美・うちやえゆか、コーラス：林ももこ&ヤング・フレッシュ
3. Come on!プリキュアオールスターズ (オリジナル・カラオケ)
4. プリキュアオールスターズDXメドレー for 3D theater (オリジナル・カラオケ)

### DVD（CD+DVD盤のみ同梱）
1. プリキュアオールスターズ for 3D theater プロモーション用スペシャル映像